# Тремасов, Николай Захарович
Николай Захарович Тремасов — советский учёный, доктор технических наук (1976), профессор (1986), заслуженный конструктор РФ.

## Биография
Родился в 1927 году в селе Репное. Член КПСС.
Образование высшее (окончил Московский авиационный институт)
- В 1950—1966 гг. — старший инженер, заместитель начальника, начальник отдела, заместитель начальника сектора, заместитель главного конструктора — начальник сектора КБ-11 (РФЯЦ-ВНИИЭФ).[1]
- В 1966—1995 гг. — главный конструктор КБ-3 (ГКТБИП, НИИИС).[1]

В 1967 году он был удостоен звания лауреата Государственной премии СССР (неопубликованным указом).
Под непосредственным руководством Тремасова были разработаны радиотелеметрические системы контроля для получения информации об основных параметрах летных испытаний ядерного оружия, позволившие проводить их отработку без натурных испытаний. В 1980-е гг. в сотрудничестве с ИАЭ им. И. В. Курчатова под руководством Тремасова был создан комплекс аппаратуры для инспекционного дистанционного контроля наличия ядерных боеголовок на контролируемом объекте.
C 1995 гг. — заместитель главного конструктора НИИИС им. Седакова.
Умер в Нижнем Новгороде в 2005 году.